# Hey Rosetta!
Pour les articles homonymes, voir Rosetta.
Hey Rosetta! est un groupe de rock indépendant canadien, originaire de Saint-Jean, à Terre-Neuve. Le groupe chante en anglais et leur style musical passe du rock au folk, en traversant le rythme du pop, de la mélodie douce, de la danse et parfois même du rock agressif. Les paroles sont très originales, poétiques et complexes. La composition peut passer d'un style à l'autre avec une structure complexe, mais naturelle.
Avec leur premier album, Plan Your Escape sorti en 2006, la formation remportait quatre prix aux Music Newfoundland and Labrador Awards, dont un pour l'Album de l'année et un autre pour la Révélation de l'année. En 2008, ils sortent leur deuxième album Into your Lungs. Un single en est extrait, Red Heart en janvier 2009. L'album remporte également plusieurs prix et récompenses. Leur troisième album, Seeds sort en février 2011.

## Biographie

### Formation etEP(2005)
En 2005, Tim had revient à Saint-Jean après un voyage à travers l'Amérique du Nord la tête pleine de morceaux qu'il a écrits sur sa guitare acoustique et au piano. Sentant que ces morceaux pourraient aller plus loin, il recrute d'autres musiciens de Saint-Jean ; Adam Hogan à la guitare électrique, Josh Ward à la basse, et Dave Lane à la batterie. Après quelques répétitions, le groupe ajoute du violoncelle et du violon à ses premiers concerts, et choisit de se baptiser Hey Rosetta!
Jouant un concert au Roxxy’s (désormais The Levee), le groupe génère de l'intérêt local. En quelques mois, le groupe enregistre une démo, simplement intitulée EP, qui comprend quatre morceaux studio, et trois live issu de leur performance au Ship Pub. Des morceaux comme Go Henry, Plug Your Ears et The Simplest Thing sont pe ude temps après diffusés sur le programme radio The Verge de XM Satellite Radio.

### Plan Your Escape(2006-2007)

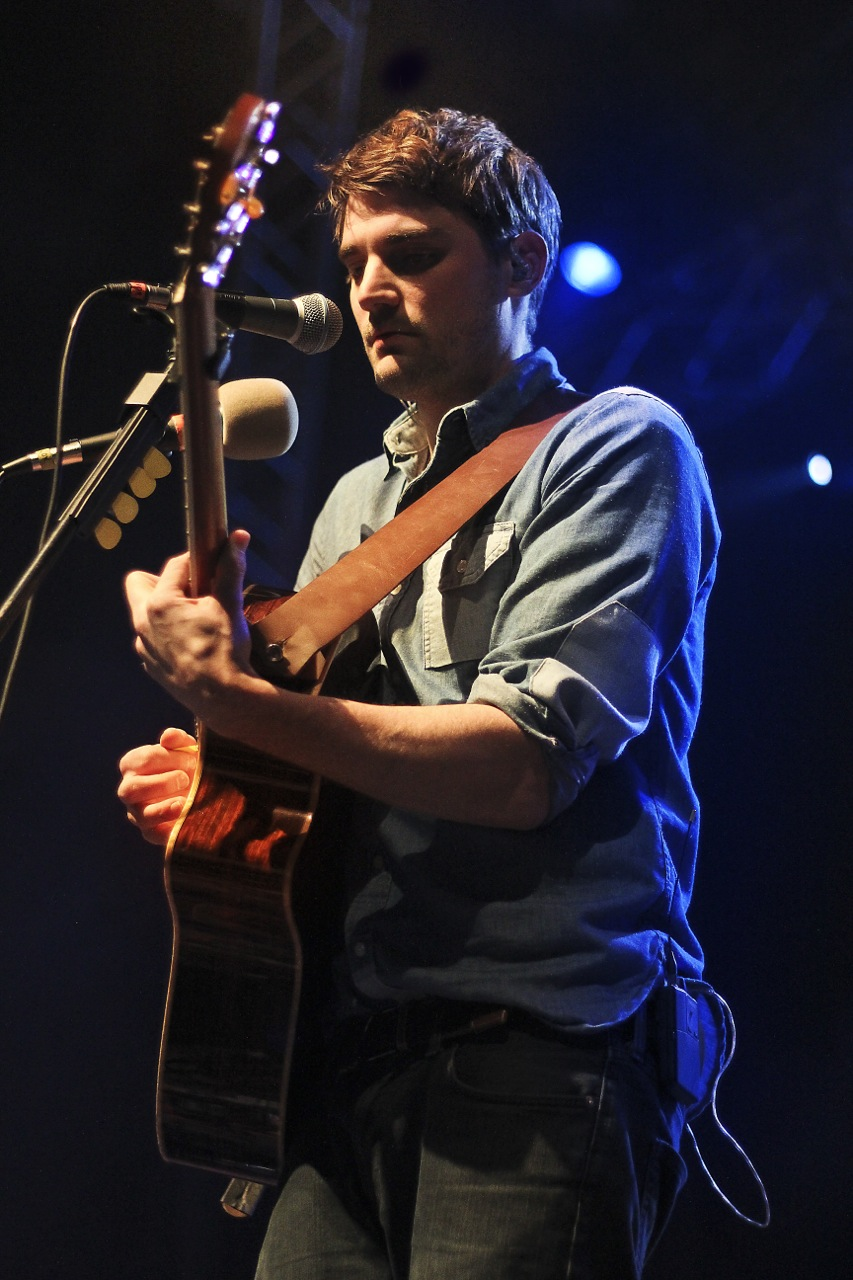
Hey Rosetta! jouant à Saint-Jean.

En hiver 2006, le groupe part en studio avec le producteur Don Ellis pour enregistrer son premier album, Plan Your Escape. L'album comprend treize chanson dont l'inédit The Simplest Thing et Epitaph, issu de leur EP. Il comprend les singles Yes! Yes! Yes!, et Lions for Scottie.
Plan Your Escape aide le groupe à atteindre le succès. À la remise des prix du Music NL, Hey Rosetta! remporte les catégories de groupe de l'année, groupe de pop/rock de l'année, CBC Galaxie Rising Star of the Year, et l'album de l'année,. En 2007, Plan Your Escape est nomme pour le Newcap Rock Recording of the Year aux East Coast Music Awards. Également en 2007, Hey Rosetta! signe avec le label canadien Sonic Records. Plan Your Escape est remasterisé et réédité sous format EP sept morceaux au label Sonic.

### Into Your Lungs(2007-2009)
Après avoir tourné au Canada en soutien à l'EP Plan Your Escape, Hey Rosetta! se prépare à enregistrer un autre album, cette fois à l'allure sonore plus cinématique. À la fin de 2007, le groupe, désormais accompagné de Phil Maloney à la batterie et de Kinley Dowling au violon, entrent au studio Sonic Temple d'Halifax, en Nouvelle-Écosse, avec le producteur Hawksley Workman. Leur deuxième album, et premier enregistré à Sonic Records, Into Your Lungs (and Around in Your Heart and on through Your Blood), est publié en juin 2008. L'album est lyriquement plus profond. Le premier single, Red Heart, est un vrai succès, qui est plus tard utilisé pour la diffusion des jeux olympiques à Vancouver sur la chaine CBC.
Les années 2008 et 2009 assistent à une tournée Into Your Lungs, au Canada, aux États-Unis, en Europe, et en Australie. Ils sont rejoints au violoncelle par Romesh Thavanathan qui devient membre permanent. Aux Verge Music Awards, Into Your Lungs est nommé album de l'année par les fans. En 2009, l'album est nommé pour un Prix Polar. Hey Rosetta! contribue à un nouveau morceau pour le tout premier CBC Great Canadian Song Quest en 2009, avec Old Crow Black Night Stand Still, qui s'inspire du Gros Morne National Park et de leur province natale, Terre-Neuve-et-Labrador.

### Nouveaux albums (2010-2013)

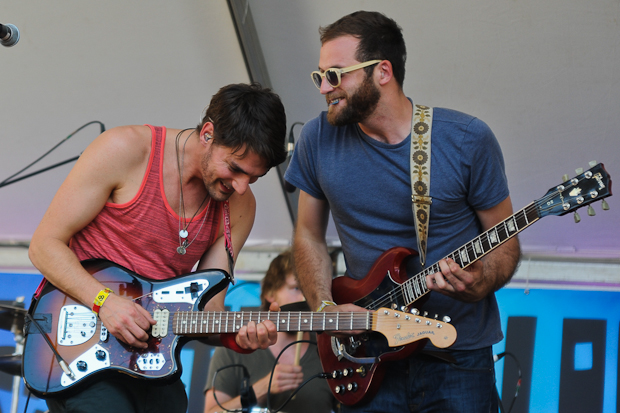
Hey Rosetta! au festival Bonnaroo en juin 2012.

Enregistré entre deux sessions entre avril et mai 2010, leur troisième album, Seeds, est la plus grosse sortie en date. Sorti en février 2011, Seeds devient instantanément un succès, atteignant la première place des iTunes Canadian Album charts. Les tournées Seeds de 2011 et 2012 assistent à des performances dans des lieux plus connus comme le World Expo de Shanghai et au Broken Social Scene au Canada en juillet 2011. En 2012, Hey Rosetta! signe avec le label américain ATO Records, et édite Seeds en mai aux États-Unis. Cet été, ils tournent en Amérique du Nord et en Europe, jouant dans des festivals comme le Bonnaroo, Lollapalooza, Sasquatch, et le Hangout Music Festival.
Entre quelques dates en 2012, le groupe se met en studio pour un EP spécial Noël, qui comprend une reprise de O Come O Come Emmanuel. Intitulé A Cup of Kindness Yet, l'EP est publié à la fin novembre 2012.

### Second Sight(2014-2017)
Les enregistrements d'un quatrième album, Second Sight, débutent en été 2013 et continuent jusqu'à mai 2014. Le premier single, Kintsukuroi, est publié chez Sonic Records le 4 août 2014. L'album sort officiellement au Canada le 21 octobre 2014. Il est publié en Allemagne et en Australie le 24 octobre 2014, et aux États-Unis en janvier 2015. Un second single, Soft Offering (For The Oft Suffering), est publié le 12 septembre 2014 sur le compte Soundcloud de Sonic Records.
En octobre 2015, le groupe s'associe à Yukon Blonde pour le single à part Land You Love, une chanson de protestation contre les élections fédérales canadiennes de 2015. Hormis les versions studio du morceau Second Sight, le groupe effectue une série d'enregistrement sur Fogo Island, NL.
Le 1er janvier 2017, Hey Rosetta! fait partie du CBC's The Strombo Show's Hip 30.

### Pause (depuis 2017)
Le 13 octobre 2017, le groupe annonce dans un long message sur Facebook se mettre en pause à durée indéterminée, afin que les membres puissent se consacrer à d'autres projets. Ils annoncent une mini-tournée d'adieu en décembre : trois concerts à Toronto et deux à St-Jean.

## Membres
- Tim Baker - voix, piano, guitare
- Adam Hogan - guitare
- Josh Ward - basse
- Phil Maloney - batterie
- Kinley Dowling - violon
- Romesh Thavanathan- violoncelle